# Joe Mondragon
Joe Mondragon, né le 2 février 1920 et mort en juillet 1987, au pueblo de San Juan est un contrebassiste de jazz américain. C'est un représentant du jazz West Coast.

## Biographie
En 1946, Joe Mondragon fait partie du Firtst Herd, le grand orchestre de Woody Herman. En 1951, il est dans le big band de Shorty Rogers. On le trouve aussi au sein du tentette de Gerry Mulligan. Au cours des années 1950, il devient un des contrebassistes  les plus présents dans les sessions d'enregistrement des groupes de jazz West Coast, accompagnant Art Pepper, Shelly Manne, Marty Paich.
Il travaille également en studio pour les chanteurs Mel Tormé, June Christy, Ella Fitzgerald ou pour Buddy Rich.

## Discographie partielle

### Comme sideman
- 1954 : Bob Gordon : Meet Mr. Gordon, Pacific Jazz Records PJ LP-12
- 1956 : Shelly Manne and His men : The West Coast Sound, Contemporary Records C-3507
- 1959 : Art Pepper : Art Pepper+Eleven : Modern Jazz Classics, Contemporary Records S-7568
- 1960 : Ray Brown :  Jazz Cello , Verve Records MG VS 68390
- 1961 : Ella Fitzgerald : Clap Hands, Here Comes Charlie!, Verve Records V-4053

## Sources
- Courte biographie sur le site Allmusic.com
- Alain Tercinet, 1986, West Coast Jazz, collection Epistrophy,  Editions Parenthèses, Marseille.